# Javier Negrete
Javier Negrete (1964, Madrid) és un escriptor espanyol conegut com a autor de literatura fantàstica i eròtica.
Des de 1991, quan es va graduar, ha estat fent de professor de grec a l'IES Gabriel i Galán. Les novel·les que ha anat publicant són principalment del gènere fantàstic o de ciència-ficció i també ha provat de fer, amb molt d'èxit, alguna novel·la eròtica.
La seva carrera com a escriptor va començar el 1991 quan una narració curta, La lluna quieta, va aparèixer a l'antologia de ciència-ficció del premi UPC, com a finalista. Des de llavors i fins avui ha continuat escrivint novel·les, que com a coneixedor del món grec i llatí, moltes han estat ambientades al món clàssic.

## Publicacions
Les publicacions realitzades per Javier Negrete comencen el 1992 quan s'edita el llibre La lluna quieta, i des de llavors ha anat publicant llibres amb assiduïtat.
- La lluna quieta, 1992.
- La mirada de les fúries, 1994.
- Estat crepuscular, 1994.
- Nox perpetua, 1996.
- Lux aeterna, 1996.
- Memòria de drac, 2000.
- Buscador d'ombres, 2001.
- El mite d'Er, 2002.
- Els herois de Kalanúm, 2003.
- L'espasa de foc, 2003.
- Estimada dels déus, 2004.
- L'esperit del mag, 2005.
- Senyors de l'Olimp, 2006.
- Alexandre el gran i les àligues de Roma, 2007.
- Salamina, 2008.
- La gran aventura dels grecs, 2009.
- Atlàntida, 2010.
- El somni dels Déus, 2010.
- El cor de Tramórea, 2011.